# Athiasella viripileus
Athiasella viripileus är en spindeldjursart som beskrevs av Lee och Hunter 1974. Athiasella viripileus ingår i släktet Athiasella och familjen Ologamasidae. Inga underarter finns listade.